# 耀白鮭
耀白鮭，為輻鰭魚綱鮭形目鮭科的一種，被IUCN列為次級保育類動物，分布於瑞士的Neuchatel與Bienne湖，繁殖期在1月，雌魚將卵產在沙泥底質的深水域。